# 托马斯·哈里森 (自行车运动员)
托马斯·哈里森（英語：Thomas Harrison，1942年5月13日—），澳大利亚男子自行车运动员。他曾代表澳大利亚参加1962年英联邦运动会自行车比赛，获得一枚金牌。他也曾参加1964年夏季奥林匹克运动会。